# Federação Brasileira de Escolas de Samba
A Federação Brasileira de Escolas de Samba — FBES foi uma entidade representativa das escolas de samba cariocas, criada em 2 de janeiro de 1947, e que durou até 1952, quando fundiu-se à sua rival, a União Geral das Escolas de Samba do Brasil, para dar origem à AESCRJ. A FBES organizou os desfiles, de 1949 a 1951, quando mais de um desfile de escolas de samba existiu na cidade do Rio de Janeiro.

## História
Com a ligação da UGESB, então UGES, ao PCB, setores mais conservadores da política carioca estimularam a criação da FBES em 1947, com o objetivo de enfraquecer os comunistas. Até o Carnaval de 1946, só eram reconhecidas como escolas de samba as entidade ligadas a UGESB, porém naquele ano a Prefeitura do Rio de Janeiro, nas mãos do então prefeito Mendes de Morais, decidiu mandar verbas para as filiadas de ambas as entidades.
Nesta época, a FBES, com objetivo de camuflar sua real representatividade, usou nomes de escolas que muito provavelmente eram "escolas-fantasmas", muitas com nomes parecidos, como Voz do Catete, Voz da Piedade, Voz da Terra Nova, Voz de Botafogo, bem como outras já extintas ou inativas à época, como a Vizinha Faladeira e a Deixa Falar. No total, a FBES dizia contar com 61 filiadas, porém a maioria destas não desfilou no Carnaval do ano seguinte.
Em 1948, com o PCB já na ilegalidade, a Prefeitura só mandou verbas para as escolas filiadas à FBES, o que fez com que muitas escolas passassem para o seu lado. Porém, com a presença de Irênio Delgado, simpatizante do Império Serrano, na comissão julgadora daquele ano, e sua posterior eleição para a presidência da FBES, outras grandes escolas decidiram abandonar a entidade, alternando-se entre a UGESB e a UCES nos três anos seguintes.
Com o fim do mandato de Irênio, a FBES e a UGESB resolveram atuar em conjunto para organizar o Carnaval de 1952, vindo a se fundir após este, para dar origem à AESCRJ.